# Liparetrus argenteus
Liparetrus argenteus är en skalbaggsart som beskrevs av Britton 1980. Liparetrus argenteus ingår i släktet Liparetrus och familjen Melolonthidae. Inga underarter finns listade i Catalogue of Life.